# 波伦费尔德
波伦费尔德是德国巴伐利亚州的一个市镇。总面积45.65平方公里，总人口2852人，其中男性1467人，女性1385人（2011年12月31日），人口密度62人/平方公里。